# ماركوس روبرتس (كاتب)
ماركوس روبرتس (بالإنجليزية: Monty Roberts)‏ هو شخصية أعمال ومدرب رياضي وكاتب أمريكي، ولد في 14 مايو 1935 في ساليناس في الولايات المتحدة.

## وصلات خارجية
- الموقع الرسمي
- ماركوس روبرتس على موقع IMDb (الإنجليزية)
- ماركوس روبرتس على موقع قاعدة بيانات الفيلم (الإنجليزية)